# Стилл, Клиффорд
Клиффорд Стилл (англ. Clyfford Still; 30 ноября 1904 года, Грандин (англ.), Северная Дакота — 23 июня 1980 года, Нью-Йорк) — американский художник-абстракционист. Один из представителей абстрактного экспрессионизма.

## Жизнь и творчество
Родился в Грандине и провёл детство в Спокане. В возрасте 20 лет (1924) художник прибывает в Нью-Йорк, чтобы познакомиться с современной живописью. Посетив Метрополитен-музей и осмотрев собранные там произведения ведущих европейских мастеров, Стилл нашёл эти работы недостаточно глубокими. Будущему мастеру представлялось, что живопись имеет большие возможности выражения. Так как он уже решил посвятить себя изучению искусств, то записался на курс в Студенческую лигу искусств, однако покинул её через 45 минут после начала занятий, найдя, что и это «не его». Разочарованный в «коррумпированном» искусстве большого города (как он считал), Стилл покидает Нью-Йорк в том же 1924 году, не пробыв в нём и нескольких недель, и уезжает обратно на Запад.
В 1933 году, закончив в Споканский университет (англ.), Стилл до 1941 года преподаёт живопись, историю искусств и эстетику в Университете штата Вашингтон в Пулмене. К тому же периоду относятся и его первые абстрактные картины. С 1943 по 1945 год преподаёт в Ричмонде, штат Виргиния; затем, в 1945 же году вновь приезжает в Нью-Йорк, где знакомится с Джексоном Поллоком и Марком Ротко. В том же году организуется первая персональная выставка художника в галерее Пегги Гуггенхайм, принёсшая мастеру известность и признание. В то же время Стилл старается держаться среди прочих художников-абстракционистов особняком, отказываясь в середине 1950-х годов от участия в художественных выставках в Нью-Йорке. Впрочем, в 1959 году он принял участие в выставке современного искусства Документа-2 в немецком Касселе.
В 1961 году художник переехал в сельскую местность в штате Мэриленд, где и остался до конца своих дней.
В 1946—1947 годах Клиффорд Стилл вслед за Барнеттом Ньюменом и Марком Ротко обратился к живописи цветового поля и, хотя рисовал «всё-за-исключением-композиции», в его работах ясно чувствуется широта ландшафтов Северной Дакоты, где художник родился и вырос, а также океанского побережья на Западе, где он жил и преподавал в 1940-х годах.